# Културно единство
„Културно единство“ с подзаглавие Двуседмичен обществено-литературен журнал е българско литературно списание, издавано в Солун между 1 октомври 1908 и 1 март 1909 година.

## История
След Младотурската революция от юли 1908 година част от участниците в периодичното издание „Книжици за прочит“ създават списание „Културно единство“. Първият брой излиза на 1 октомври 1908 година под редакцията на Антон Страшимиров и Гьорче Петров, а освен тях материали пишат Димитър Страшимиров, Илия Гологанов, Стефан Руневски, Стефан Петков, Страшимир Дочков, Стефан Българов, Иван Плачков и Димитър Нашев. Печата се в солунската печатница на Коне Самарджиев – Карабелев.
Списанието разглежда историко-политически въпроси, пуска просветни и културни статии, публикува комедии и драматични разкази и други. Ратува за културно развитие на Македония под девиза „Македония на македонците“. Списанието се бори с денационализацията на македонските българи. Гьорче Петров публикува статия за развитието на сърбоманството в Поречието и дава идеи за изкореняването му. Групата около списанието е инициатор за създаването на обществено-културната организация „Българска матица“. Всеки брой съдържа и художествени материали - пиеси от Страшимиров, стихотворения в проза от Римушка, стихове от Христо Дерижан. Помества и библиография на излезли книги за история, финанси, политика, медицина.
От списанието излизат общо 11 броя.